# Echt (Album)
Echt ist das Debütalbum der deutschen Popgruppe Echt. Es erschien am 9. Oktober 1998 bei dem Label Laughing Horse.

## Hintergrund
Die Aufnahme für das Album Echt fand von 1996 bis 1997 statt. Die Musikvideos zu Alles wird sich ändern und Wir haben’s getan wurden seinerzeit häufig auf dem Musiksender VIVA Deutschland ausgestrahlt. Medien wie die Bravo versuchten, Echt mit dem Image einer für die 1990er-Jahre typischen Boygroup zu versehen, zumal ihr Publikum überwiegend aus jungen Mädchen bestand. Die Band lehnte die Bezeichnung als Boygroup selbst ab, sie verwiesen im Gegensatz zu gecasteten „Retortenbands“ auf ihren Ursprung als Schülerband.

## Titelliste
| #  | Titel                     | Autor(en)                               | Produzent(en) | Länge |
| -- | ------------------------- | --------------------------------------- | ------------- | ----- |
| 1  | Alles wird sich ändern    | Stefan Oliver Knoess                    | Franz Plasa   | 3:42  |
| 2  | Auf der sonnigen Seite    | Stefan Oliver Knoess                    | Franz Plasa   | 3:33  |
| 3  | Fort von mir              | Stefan Oliver Knoess                    | Franz Plasa   | 4:36  |
| 4  | Nicht so furchtbar schlau | Stefan Oliver Knoess, T. Liebig         | Franz Plasa   | 3:50  |
| 5  | Göttchen                  | Franz Plasa, Kai Fischer, Florian Sump  | Franz Plasa   | 3:34  |
| 6  | Lehn dich                 | Franz Plasa, Kai Fischer, Florian Sump  | Franz Plasa   | 4:34  |
| 7  | Wir haben’s getan         | Stefan Oliver Knoess, Christian Neander | Franz Plasa   | 3:55  |
| 8  | Ich leg mich hin          | Stefan Oliver Knoess, Christian Neander | Franz Plasa   | 3:41  |
| 9  | Mädchen mögen Sieger      | Stefan Oliver Knoess, Christian Neander | Franz Plasa   | 3:25  |
| 10 | Mein kleines Universum    | Stefan Oliver Knoess, Christian Neander | Franz Plasa   | 5:29  |
| 11 | Wo bist du jetzt?         | Michel van Dyke                         | Franz Plasa   | 4:48  |

## Charts und Chartplatzierungen
| ChartsChartplatzierungen | Höchstplatzierung | Wochen |
| ------------------------ | ----------------- | ------ |
| Deutschland (GfK)        | 5 (31 Wo.)        | 31     |
| Österreich (Ö3)          | 16 (16 Wo.)       | 16     |